# Оскар Сааведра Сан-Мартін
Оскар Сааведра Сан Мартін (ісп. Óscar Saavedra San Martín, 29 червня 1940 — 8 квітня 2018) — болівійський фізик, спеціаліст з космічних променів та нейтрино. Більшу частину своєї академічної кар'єри він провів в Італії в Туринському університеті.

## Біографія
народився в Ла-Пасі в Болівії. У підлітковому віці навчався в Коледжі Святого Калікста в Ла-Пасі, де працював волонтером у шкільній астрономічній обсерваторії. За рекомендацією одного зі своїх інструкторів він почав працювати в Лабораторії гори Чакалтая.
1964 року Сааведра здобув ступінь доктора філософії з фізики в Міланському університеті в Італії, захистивши дисертацію «Незбереження парності в сильних взаємодіях», написану в Євроатомі.
Після закінчення аспірантури Сааведра повернувся до Болівії. У 1966 році, у віці 25 років, він став директором Лабораторії космічної фізики Чакалтая, наймолодшої в історії установи. Він обіймав цю посаду до повернення до Італії у 1968 році.
В Італії його наукова діяльність була зосереджена на фізиці космічних променів та нейтрино.
Протягом своєї кар'єри Сааведра був професором в Туринському університеті, Вищому університеті Сан-Андреса, Токійському університеті та Кільському університеті. Після виходу на пенсію йому надали звання почесного професора Туринського університету.

## Нагороди та визнання
- За свою наукову роботу Сааведра отримав Орден Кондора Анд[en], найвищу урядову відзнаку Болівії[6].
- У 2007 році Сааведра та двоє його співробітників були нагороджені премією імені М. О. Маркова[ru] від Інституту ядерних досліджень Російської академії наук за «...розробку методів, створення експериментальних установок, виявлення нейтринних сигналів від колапсу масивної зорі SN 1987A та за видатний внесок у розвиток фундаментальних досліджень у галузі «підземної нейтринної фізики»»[7].